# Saint-Bouize
Saint-Bouize é uma comuna francesa na região administrativa do Centro, no departamento Cher. Estende-se por uma área de 14,9 km². Em 2010 a comuna tinha 325 habitantes (densidade: 21,8 hab./km²).